# Ceciliano (obispo de Cartago)
Ceciliano, en latín Cecilianus, fue un diácono de la iglesia de Cartago elegido obispo en 311 después de la muerte del primado de África, Mensurio. También fue uno de los cinco obispos occidentales en el Primer Concilio de Nicea.
La validez de este nombramiento fue impugnada por Donato, quien denunció la elección como irregular, ya que consideraba nula la ordenación de Ceciliano. En efecto, según Donato, Ceciliano había sido ordenado por Félix, obispo de Abtunga (Abthugni en Bizacena), quien era considerado un traditor, pues durante la persecución de Diocleciano, había entregado los objetos de culto y las escrituras sagradas a los oficiales imperiales. Agregaba Donato, que el nuevo obispo, había sido hostil con los confesores, es decir, los sobrevivientes de la persecución.
Un sínodo de dieciséis obispos de Numidia se reunió para discutir la denuncia y declaró vacante la sede. Una nueva elección otorgó el episcopado de Cartago a Mayorino. No obstante, la disputa continuó y ambos bandos pidieron la intervención del prefecto de África, Anulino, quien remitió el caso al emperador, Constantino. Este era conocido por su simpatía por la iglesia, a la cual había garantizado el ejercicio de su culto y favorecía en sus decretos. El emperador ordenó la convocatoria de un sínodo en Roma, presidido por el papa Melquíades. En dicho sínodo participaron quince obispos italianos y tres de Galia; el 2 de octubre de 313 falló a favor de Ceciliano y del obispo Félix. Los seguidores de Donato y Mayorino apelaron, por lo cual se convocó un concilio, en Arlés, al año siguiente ya bajo el pontificado de Silvestre, quien, sin embargo, no asistió. El concilio de Arlés, ratificó lo actuado y Ceciliano fue confirmado como obispo. 
Los partidarios de Ceciliano consideraron como un gran triunfo estas disposiciones, lo que reavivó la disputa. Finalmente, el propio emperador, irritado por estas discusiones sin fin, ordenó que se debatiera la cuestión ante él mismo. Este debate tuvo lugar en Milán en 316, donde Constantino confirmó las decisiones anteriores de Roma y Arlés y, como soberano, confiscó los bienes del partido de Mayorino, entregó sus iglesias a los partidarios de Ceciliano y amenazó con la pena capital a los seguidores de Donato, llamados, desde entonces donatistas.
Este hecho dio origen al llamado cisma donatista, que dividió profundamente la iglesia de África.